# Калинка (річка)
Калинка — річка в Україні, у Хмельницькому та Шепетівському районі Хмельницької області. Права притока Горині (басейн Дніпра).

## Опис
Довжина річки 18 км, похил річки — 4,2 м/км. Формується з багатьох безіменних струмків. Площа басейну 72,3 км².

## Розташування
Бере початок на південному сході від Лисогірки. Спочатку тече на північний схід через Святець, а потім на північний захід і в Ямпілі впадає у річку Горинь, праву притоку Прип'яті. 
Населені пункти вздовж берегової смуги: Довгалівка, Москалівка, Воробіївка. 
Річку перетинає автомобільна дорога Т 2012.